# José Miguel Elías

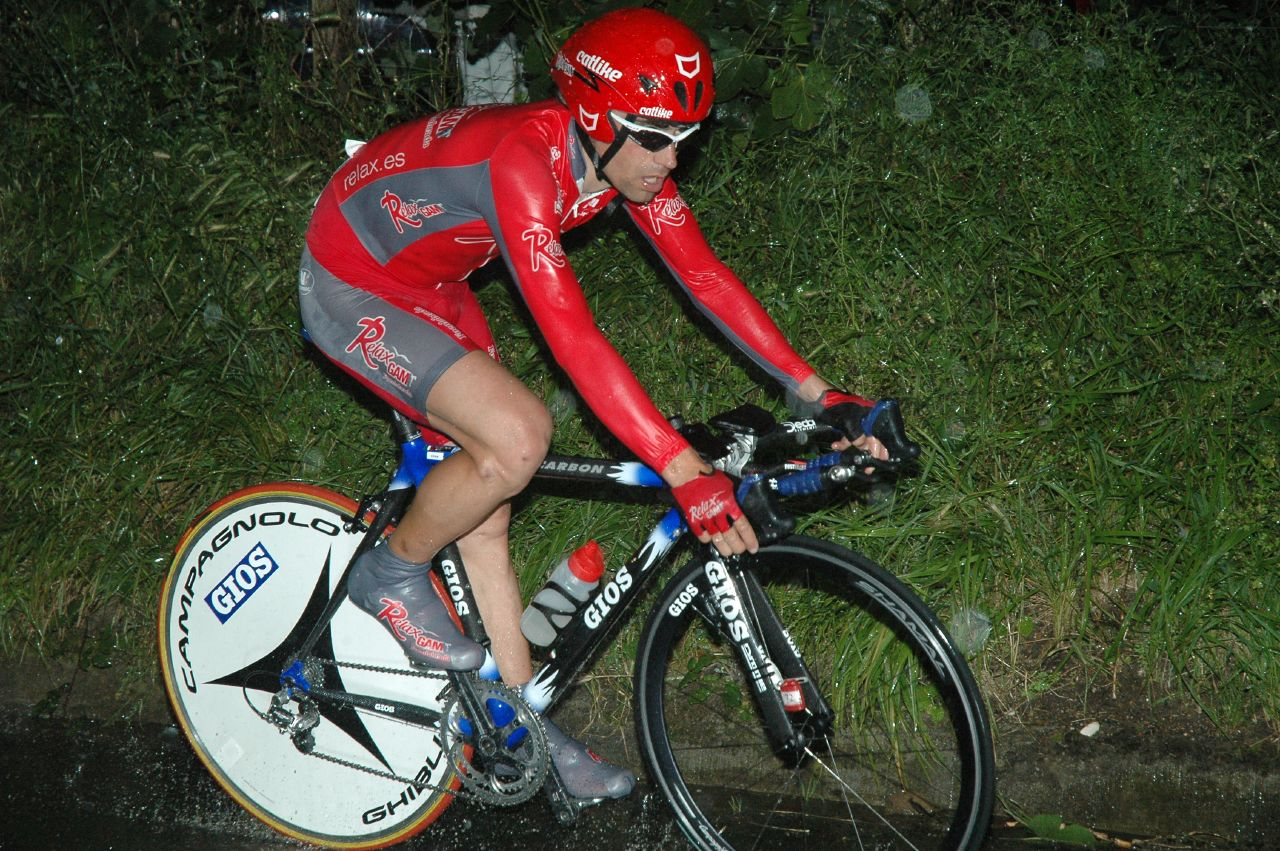
Jon Bru bei der Euskal Bizikleta 2007

José Miguel Elías Galindo (* 15. Januar 1977 in Saragossa) ist ein ehemaliger spanischer Radrennfahrer.
José Miguel Elías begann seine Karriere 2003 bei dem spanischen Radsportteam Relax-Fuenlabrada. In seinem zweiten Jahr entschied er eine Etappe bei der Portugal-Rundfahrt für sich. 2005 belegte er bei der Asturien-Rundfahrt den vierten Rang in der Gesamtwertung. Bei der Tour de Langkawi 2006 wurde er Gesamtsiebter. Dreimal startete er bei der Vuelta a España; seine beste Platzierung war Platz 25 im Jahre 2006.

## Erfolge
2002
- Volta a Coruña

2004
- eine Etappe Portugal-Rundfahrt

## Teams
- 2003 Colchon Relax-Fuenlabrada
- 2004 Relax-Bodysol
- 2005 Relax-Fuenlabrada
- 2006 Relax-GAM
- 2007 Relax-GAM
- 2008 Contentpolis-Murcia